# Crisi spirituale
Per crisi spirituale si intende comunemente quel particolare periodo nella vita di un uomo o di una società (più o meno complessa) in cui si verificano dei cambiamenti chiari ed inequivocabili nella sua spiritualità, tendenti alla perdita o alla revisione della fede religiosa, o alla costernazione davanti alla condizione umana. Tale crisi, spesso causata da particolari eventi sconvolgenti o rivelatori nella vita dell'uomo o della società, può finire con un abbandono più o meno netto delle idee o del sistema di credenze precedente.

## La crisi dei santi

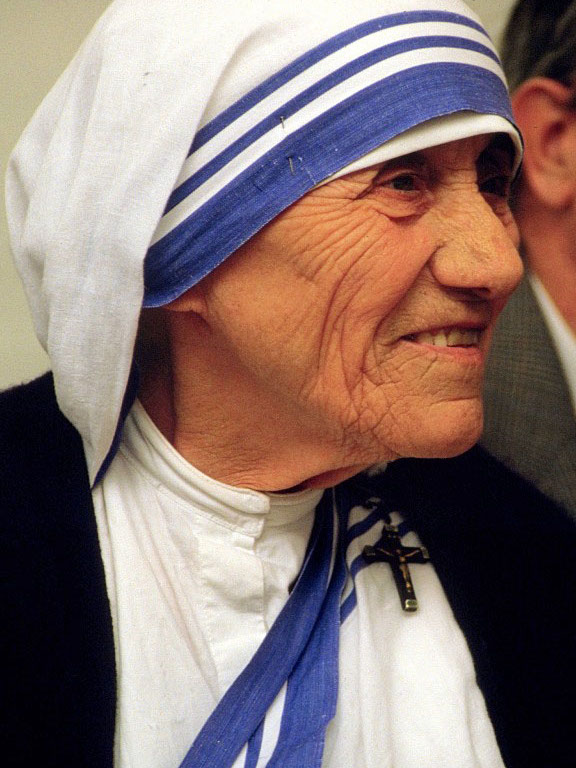
Madre Teresa di Calcutta

Un esempio di crisi spirituale di un singolo fu quella di Jacopone da Todi. Durante una festa alla quale stava partecipando insieme alla moglie precipitò un palco, causando numerose morti tra cui quella della consorte. In seguito a tale sconvolgente episodio, ed al fatto di aver trovato un cilicio sul cadavere, attraversò un periodo di acuta crisi spirituale, che lo portò a donare tutti i propri averi ai poveri e ad entrare nell'Ordine Francescano.
Ma la crisi spirituale è una caratteristica che unisce molti santi, in particolare i mistici, che pur vivendo la loro crisi non abbandonano la fede. Uno degli esempi più esemplificativi è quello di Madre Teresa di Calcutta che, da come risulta dalle sue lettere personali recentemente rese pubbliche, visse gran parte della sua vita in crisi spirituale a causa di tutta la sofferenza con cui stava a contatto ogni giorno e a cui non sapeva dare una spiegazione, riuscendo però a conservare la fede. Altri santi accomunati dallo stesso stato d'animo sono stati Santa Teresa d'Avila o San Giovanni della Croce.